# Ischyromene kokotahi
Ischyromene kokotahi là một loài chân đều trong họ Sphaeromatidae. Loài này được Bruce miêu tả khoa học năm 2006.